# Vintry
Vintry est l'un des 25 Wards de la Cité de Londres. 

## Géographie
La limite du quartier est formée par Cannon Street au nord, College Hill et Cousin Lane à l'est, la Tamise au sud, et son bord ouest suit une ligne inhabituelle le long d'une partie de Little Trinity Lane, Lambeth Hill et Distaff Lane. 
L' église St James Garlickhythe, conçue par Christopher Wren, se trouve dans Vintry, près de la station de métro Mansion House. Au Moyen Âge, le vin et l'ail français étaient débarqués à Garlickhythe (le « quai de l'ail ») tout proche. De ce fait, l'église faisait partie de la route des pèlerins anglais se rendant à la cathédrale de Saint-Jacques-de-Compostelle, en Espagne, consacrée à la mémoire de saint Jacques le Majeur. 

## Administration
Vintry est l'un des 25 wards de la Cité de Londres, chacun élisant un alderman à la Cour des échevins et des roturiers (l'équivalent d'un conseiller municipal) à la Court of Common Council (en) de la Corporation de la cité de Londres.
Seuls les électeurs qui sont des Freedom of the City (en) sont éligibles pour se présenter aux élections.

## Monuments
- Église Saint-Michael Paternoster Royal
- Southwark Bridge
- St Martin Vintry (en)
- Whittington's Longhouse (en)